# COVID-19-Pandemie in Paraguay
Die COVID-19-Pandemie in Paraguay ist ein Teil der weltweiten COVID-19-Pandemie.

## Verlauf
Der erste Fall trat am 7. März 2020 in Asunción auf.
In Paraguay gab es mit Stand 24. März 2020 insgesamt 22 bestätigte Fälle und ein Todesopfer. Paraguay schloss seine Grenzen und Flughäfen. Innenminister Euclides Acevedo erklärte: „Das Recht auf Leben steht über jedem anderen Recht.“
Paraguay verzeichnete bis zum 9. April 2020 129 bestätigte Infektionen und 6 Todesfälle. Neben einem Plan zur Förderung der heimischen Landwirtschaft wurde für die Osterwoche für die Hauptstadt Asunción eine Ein- und Ausreisesperre beschlossen. Am 8. April verkündete Präsident Mario Abdo Benítez, die Ausgangsbeschränkungen für die Bürger des Landes bis zum 19. April zu verlängern. Ausnahmen sind beispielsweise der Einkauf von Lebensmitteln oder Medikamenten.
Am 12. April 2020 wurden 134 Erkrankte, 6 Tote und 22 Genesene gemeldet. Zum 20. Juli 2020 waren der WHO 1.044 Infektionen und 33 Todesfälle gemeldet.
Seit Januar 2022 lässt Paraguay angesichts der grassierenden Omikron-Variante ausländische Reisende ohne Wohnsitz in Paraguay nur einreisen, wenn sie vollständig geimpft sind.
Zuvor waren zahlreiche ungeimpfte COVID-Skeptiker und -Leugner in das Land eingereist.

## Statistik
Die Fallzahlen während der COVID-19-Pandemie in Paraguay:

### Infektionen

Bestätigte Infizierte in Paraguay nach Daten der WHO. Oben kumuliert, unten Tageswerte

### Todesfälle

Bestätigte Todesfälle in Paraguay nach Daten der WHO. Oben kumuliert, unten Tageswerte